# Konstantin Zyryanov
Konstantin Georgiyevich Zyryanov - em russo, Константин Георгиевич Зырянов (Perm, 5 de outubro de 1977) é um futebolista russo.

## Carreira

### Amkar e Torpedo
Após seis anos no Amkar Perm, de sua cidade natal, e sete no Torpedo Moscou, da capital.
Desperto para a Seleção Russa desde o ano anterior, participou do primeiro campeonato russo do clube, que desde o título soviético de 1984 não ganhava o campeonato nacional. «Perfil na NFT». Consultado em 20 de junho de 2016</ref>

### Zenit
Zyryanov chegou ao Zenit São Petersburgo em 2007. 
Zyryanov também participou da surpreendente campanha do Zenit na Copa da UEFA de 2008, culminada no título sobre o Rangers, que fez o clube ser o segundo da Rússia a conquistar um troféu europeu. 

## Seleção
O volante, no mesmo dia em que foi pré-convocado na lista de Guus Hiddink para a Eurocopa 2008, marcou, já nos acréscimos, o gol que definiu o jogo. Duas semanas depois, foi confirmado na lista de 23 jogadores, participando da surpreendente campanha russa na Euro.
Zyryanov, cujo sobrenome tem sido também grafado como "Zyrianov" na mídia esportiva ocidental, passou por uma grande tragédia pessoal em outubro de 2002, quando perdeu a esposa e a filha, mortas após a mulher jogar-se junto com a criança do apartamento de ambos. 